# Manoël Dall'igna

a Compétitions nationales et continentales officielles uniquement.

b Matchs officiels uniquement.
Dernière mise à jour le 28 mai 2020.
Manoël Dall'igna, né le 12 mars 1985, est un joueur de français de rugby à XV et de rugby à sept, qui évolue respectivement au poste d'ailier et de talonneur.

## Biographie
Issu de l'école de rugby du Sporting club royannais, Manoël Dall'igna suit la filière classique de l'école de rugby : benjamins, minimes, cadets (mini-poussins au rugby club amandinois dans le Nord), puis en 2002-2003 joue en junior et est sélectionné en équipe Drôme-Ardèche au poste de trois-quarts centre.
Manoël rejoint l'effectif du Stade rochelais en 2010.
En 2011, il s'engage avec la Fédération française de rugby pour jouer en équipe de France de rugby à sept.
Il est retenu par les Barbarians français pour être le capitaine des Baa-baas lors de la première édition du Supersevens le 1er février 2020.
De 2019 à 2024, il est membre du comité directeur et secrétaire adjoint de Provale, le syndicat national des joueurs de rugby professionnels. Il est également engagé en politique, où il est adhérent à l'Union populaire républicaine (UPR), et est candidat suppléant aux élections législatives de 2017 dans la septième circonscription du Val-de-Marne.
Le 28 mai 2020, Dall'igna annonce qu'il met un terme à sa carrière internationale ; il compte alors plus de 300 matchs en Sevens World Series,, trois participations à la Coupe du monde de rugby à sept ainsi que l'épreuve olympique des Jeux olympiques de 2016.

## Palmarès

### En club
- Montpellier HR
  - Finaliste du Championnat de France espoirs en 2007
  - Vainqueur du Championnat de France espoirs en 2008

### En sélection nationale
- France à sept
  -  Vainqueur du Championnat d'Europe en 2015
  -  Troisième au Tournoi de France en 2016